# Rajnagar
Rajnagar là một thị xã và là một nagar panchayat của quận Chhatarpur thuộc bang Madhya Pradesh, Ấn Độ.

## Địa lý
Rajnagar có vị trí 24°53′B 79°55′Đ / 24,88°B 79,92°Đ Nó có độ cao trung bình là 273 mét (895 feet).

## Nhân khẩu
Theo điều tra dân số năm 2001 của Ấn Độ, Rajnagar có dân số 12.442 người. Phái nam chiếm 53% tổng số dân và phái nữ chiếm 47%. Rajnagar có tỷ lệ 55% biết đọc biết viết, thấp hơn tỷ lệ trung bình toàn quốc là 59,5%: tỷ lệ cho phái nam là 63%, và tỷ lệ cho phái nữ là 46%. Tại Rajnagar, 18% dân số nhỏ hơn 6 tuổi.